# The Glamorous Life
Albums de Sheila E.
Romance 1600
(1985)
The Glamorous Life est le premier album de Sheila E. sorti en 1984.

## Listes des titres
1. The Belle of St. Mark
2. Shortberry Strawcake
3. Noon Rendezvous
4. Oliver's House
5. Next Time Wipe The Lipstick Off Your Collar
6. The Glamorous Life
7. The Glamorous Life (club edit - cd only bonus track)

## Personnel
- Sheila E : Chant, percussions
- Jessy Johnson : Guitare
- David Coleman : Violoncelle sur "Oliver's House" et "The Glamorous Life"
- Nick DeCaro : Accordéon sur "Next Time Wipe the Lipstick Off Your Collar"
- Jill Jones : Chœurs sur "The Belle of St. Mark" et "Oliver's House"
- Brenda Bennett : Chœurs sur "Next Time Wipe the Lipstick Off Your Collar"
- Novi Novog : Violon sur "Next Time Wipe the Lipstick Off Your Collar"
- Larry Williams : Saxophone sur "The Glamorous Life"